# La Gustav
 (juillet 2025).
Motif : Avec une seule source dans la presse nationale (RTS, 2018), la notoriété ne semble pas atteinte.
- Archive Wikiwix
- Bing
- Cairn
- DuckDuckGo
- E. Universalis
- Gallica
- Google
- G. Books
- G. News
- G. Scholar
- Persée
- Qwant
- (zh) Baidu
- (ru) Yandex

| 1. | Préciser le motif de la pose du bandeau. | Précisez le motif de la pose du bandeau en utilisant la syntaxe suivante : {{admissibilité à vérifier\|date=juillet 2025\|motif=remplacez ce texte par le motif}}              |
| 2. | Informer les utilisateurs concernés.     | Pensez à avertir le créateur de l'article, par exemple, en insérant le code ci-dessous sur sa page de discussion : {{subst:avertissement admissibilité à vérifier\|La Gustav}} |

La Gustav, ou Gustav Academy, est un projet de l'Académie suisse des musiques actuelles, fondé en 2018 à Fribourg. Il permet chaque année à une vingtaine de jeunes artistes suisses de se perfectionner et de réaliser leurs propres morceaux, avec un encadrement professionnel. Le musicien et chanteur Pascal Vonlanthen, dit Gustav, et le politicien et entrepreneur Gerhard Andrey en sont les fondateurs.

## Historique
La Gustav est fondée le 1er juin 2018 par deux amis d'enfance : le musicien et chanteur Pascal Vonlanthen, dit Gustav, et le politicien et entrepreneur Gerhard Andrey. Le second nommé en devient le président. L'Académie se situe dans un bâtiment confidentiel de la Basse-Ville de Fribourg, au bord de la Sarine.
La Gustav est une association à but non lucratif. La participation y est gratuite, mais soumise à une audition et un vote du jury. Le projet étant financé par des partenariats, fondations et autres subventions.
En octobre 2017, l'aventure commence par des castings, plus de 80, pour 20 heureux élus. Les talents de la première volée, celle de 2018, sont exclusivement issus du canton de Fribourg. L'année suivante, les cantons de Berne, Neuchâtel, Valais et Vaud y sont inclus. L'académie est depuis 2020 ouverte à toute la Suisse,.

## Activité
La Gustav est une institution qui offre une formation d'une année à de jeunes musiciennes et musiciens en début de carrière pour créer, publier et interpréter leurs propres chansons,.
La Gustav est un programme artistique parallèle aux études ou à l’activité professionnelle, avec environ 90 jours de participation, principalement le week-end. Le premier semestre comprend des sessions de songwriting et un camp intensif. Le programme s’intensifie par la suite : répétitions, concerts, festivals, enregistrements, voyage d’études et préparation du Final Show au Fri-Son,. Elle combine pratique musicale, apprentissage des réalités du secteur musical (droit d’auteur, contrats, communication, promotion), et accompagnement par des professionnels du milieu (musiciens, techniciens, promoteurs, clubs, festivals).
L’association réunit de jeunes musiciennes et musiciens venant des différentes régions linguistiques de Suisse pour travailler ensemble sur leurs propres compositions. Ce travail en groupe, mêlant langues et origines variées, permet des échanges concrets entre cultures. La musique sert ici de point de rencontre.
En 2024, La Gustav a en outre mis sur pied un CFC de musicien.

## Artistes
Deux talents issus de la première volée de la Gustav Academy, en 2018, représentent la Suisse au Concours Eurovision de la chanson. Il s'agit de Gjon's Tears, qui se classe troisième du concours en 2021 - après avoir participé à The Voice en France en 2019 -, et de Zoë Më, dixième en 2025, dont deuxième à l'issue du vote des jurys professionnels,.
D'autres artistes connaissent un parcours prometteur, comme le rappeur Cinnay ou le duo à la fois italophone, francophone et germanohpone de musique électro-punk Crème Solaire,,. Marie Jay, élève 2022, est quant à elle considérée comme la star montante de la musique pop suisse,.